# Physical Review C
Physical Review C (también conocida como PRC ) es una revista científica mensual revisada por pares publicada por la American Physical Society que cubre la física nuclear experimental y teórica. El editor jefe actual (a fecha de julio de 2023) es Randall Kamien (Universidad de Pensilvania).

## Historia
En 1893, se estableció la Physical Review en la Universidad de Cornell. La American Physical Society (formada en 1899) se hizo cargo de ella en 1913. En 1970, Physical Review se subdividió en Physical Review A, B, C y D, siendo PRC la encargada de recoger las publicaciones sobre física nuclear.

## Resumen e indexación
A fecha de 2020, las revistas Physical Review se resumían e indexaban en:
- Servicio de Resúmenes Químicos / CASSI[8]
- inspeccionar[9]
- Web de ciencia de Clarivate
- Google Académico
- INSPIRE-HEP
- Sistema de datos astrofísicos de la NASA (ADS)
- PubMed
- Scopus

Según Journal Citation Reports, la revista tenía un factor de impacto de 3.1 en 2023.